# Cappella Amsterdam

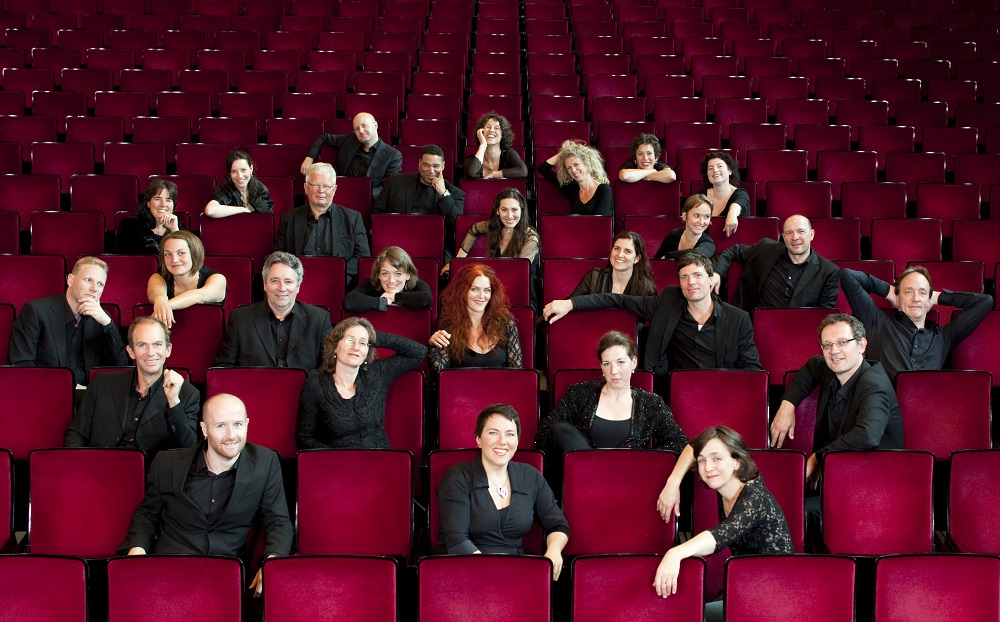
Cappella Amsterdam.

Pour les articles homonymes, voir Cappella.
Cappella Amsterdam est un chœur de chambre professionnel fondé en 1970 par Jan Boeke. Depuis 1990, il est placé sous la direction artistique de Daniel Reuss. Il est composé d’environ vingt-cinq membres.

## Répertoire
Cappella Amsterdam se consacre à la fois aux techniques de chant anciennes et modernes, en mettant l'accent sur les maîtres anciens et la musique moderne. Le chœur accorde une attention particulière aux compositeurs néerlandais. 
On y retrouve régulièrement des œuvres de Jan Pieterszoon Sweelinck et de Lassus ; de plus, des compositions modernes, souvent écrites spécialement pour l’ensemble, sont également interprétées, notamment celles de Ton de Leeuw, Robert Heppener, Peter Schat, Jan van Vlijmen, Klaas de Vries, Peter-Jan Wagemans et Hans Koolmees. Des œuvres de compositeurs étrangers figurent aussi fréquemment au programme.  
Un CD sorti en 2008, regroupant des œuvres de Heppener et Ligeti, a reçu le Diapason d’or.  
Un autre CD de pièces chorales de Brahms, incluant une version pour piano à quatre mains du Schicksalslied, a reçu en 2015 le Preis der deutschen Schallplattenkritik.
En 2009, le chœur a remporté le VSCD Klassieke Muziekprijs dans la catégorie petit ensemble. En 2018, il a de nouveau reçu cette distinction (désormais appelée De Ovatie).  

## Productions d’opéra
Le chœur collabore régulièrement à des productions d’opéra, telles que :
- Les Indes Galantes de Jean-Philippe Rameau avec l’Orchestre du XVIIIe siècle (Orkest van de Achttiende Eeuw), dirigé par Frans Brüggen
- Thyeste de Jan van Vlijmen avec l’Asko Ensemble, sous la direction de Stephan Asbury
- Marco Polo de Tan Dun, tant en version concertante (dont le CD a reçu un Edison Award) qu’en version scénique mise en scène par Pierre Audi (première le 7 novembre 2008 à la Nederlandse Opera)

## Festivals et collaborations
Cappella Amsterdam se produit dans des festivals nationaux et internationaux tels que le Holland Festival, le Festival Oude Muziek Utrecht, La Folle Journée, le Rheingau Musik Festival et La Chaise-Dieu. 
Le chœur collabore régulièrement avec divers ensembles instrumentaux, orchestres et chœurs, notamment : Asko-Schönberg, l’Orkest van de Achttiende Eeuw, l’Ensemble Intercontemporain, musikFabrik, le Combattimento Consort Amsterdam, le Nieuw Ensemble, l’Akademie für Alte Musik Berlin, le Residentie Orkest, la Radio Kamer Filharmonie, le Radio Philharmonisch Orkest, le Rotterdams Philharmonisch Orkest, l’Amsterdams Andalusisch Orkest, le SWR Vokalensemble et le RIAS Kammerchor. 

## Subvention 2017–2020
En août 2016, il a été annoncé que le Fonds Podiumkunsten avait rejeté la demande de subvention annuelle de 571 670 € de Cappella Amsterdam pour la période 2017–2020. Selon le chef d’orchestre Daniel Reuss, cela pourrait mettre fin aux activités du chœur, ce qui a conduit à l’intention de déposer un recours formel. 

## Prix et nominations
- 1998 : Edison Klassiek, catégorie musique de théâtre, pour l’album Marco Polo de Tan Dun, avec Cappella Amsterdam et le Radio Kamerorkest
- 2009 : VSCD Klassieke Muziekprijs, catégorie petit ensemble
- 2013 : Edison Klassiek, catégorie chœur, pour l’album Choral Works de Leoš Janáček
- 2015 : Preis der Deutschen Schallplattenkritik, catégorie musique chorale
- 2017 : Edison Klassiek, catégorie chœur, pour l’album Kanon Pokajanen de Arvo Pärt
- 2018 : De Ovatie, pour le programme Ein Deutsches Requiem de Johannes Brahms, avec l’Orchestre du XVIIIe siècle (Orkest van de Achttiende Eeuw), dirigé par Daniel Reuss
- 2021 : Edison Klassiek, catégorie chœur, pour l’album In Umbra Mortis avec des œuvres de Giaches de Wert et Wolfgang Rihm
- 2024 : Edison Klassiek, catégorie prix du public, pour l’album Missa Sancti Georgii de Herman Finkers avec Cappella Amsterdam et Holland Baroque
- 2024 : De Ovatie, pour le programme Aleppo, avec des musiciens syriens : Wasim Arslan (narrateur / chant), Sousan Iskandar (violon), Talal Fayad (ud), Jawa Manla (ud / chant), Shaza Manla (qanun) et Modar Salama (percussions)

## Référence de traduction
- (nl) Cet article est partiellement ou en totalité issu de l’article de Wikipédia en néerlandais intitulé « Cappella Amsterdam » (voir la liste des auteurs).